# ایرنه گونسالس
ایرنه گونسالس (اسپانیایی: Irene González‎؛ زادهٔ ۲۳ ژوئیه ۱۹۹۶) بازیکن واترپلو زن اهل اسپانیا است.
وی در مسابقات کشوری و بین‌المللی در مجموع برندهٔ ۱ مدال طلا، ۲ مدال نقره شده‌است.